# Австралийское космическое агентство
Австралийское космическое агентство — государственная служба Австралии, ответственная за развитие космической отрасли страны, в чью сферу задач входит координация действий, поиск перспективных направлений и содействие международной кооперации в этой области.

## Возложенные задачи
На агентство возложено шесть основных задач:
1. Проведение национальной политики и стратегических консультаций в области гражданской космонавтики.
2. Координирование внутренних усилий Австралии в области гражданской космонавтики.
3. Содействие росту космической отрасли Австралии и использование космоса в масштабе всей экономики.
4. Вовлечение страны в международные космические проекты.
5. Законодательное регулирование космической деятельности и выполнение международных обязательств.
6. Служить источником вдохновения всего австралийского общества и следующего поколения космических предпринимателей.

## История
Нынешнее космическое агентство Австралии было создано 1 июля 2018 года. До этого момента Австралия являлась единственной страной ОЭСР без собственного космического агентства. При этом, в 1987—1996 годах страна имела космическое агентство, которое тогда называлось Австралийским космическим офисом (Australian Space Office), однако в 1996 году правительство пошло на урезание космической отрасли.
12 декабря 2018 года премьер-министр Скотт Моррисон официально объявил, что местом базирования Австралийского космического агентства станет Аделаида. Оно займет участок, на котором ранее размещался Королевский госпиталь Аделаиды. Официальное открытие штаб-квартиры состоялось 19 февраля 2020 года. Во время этой церемонии агентство озвучило цель «утроить размер австралийской космической промышленности и создать 20 000 новых рабочих мест к 2030 году».